# Domenico Ghislandi

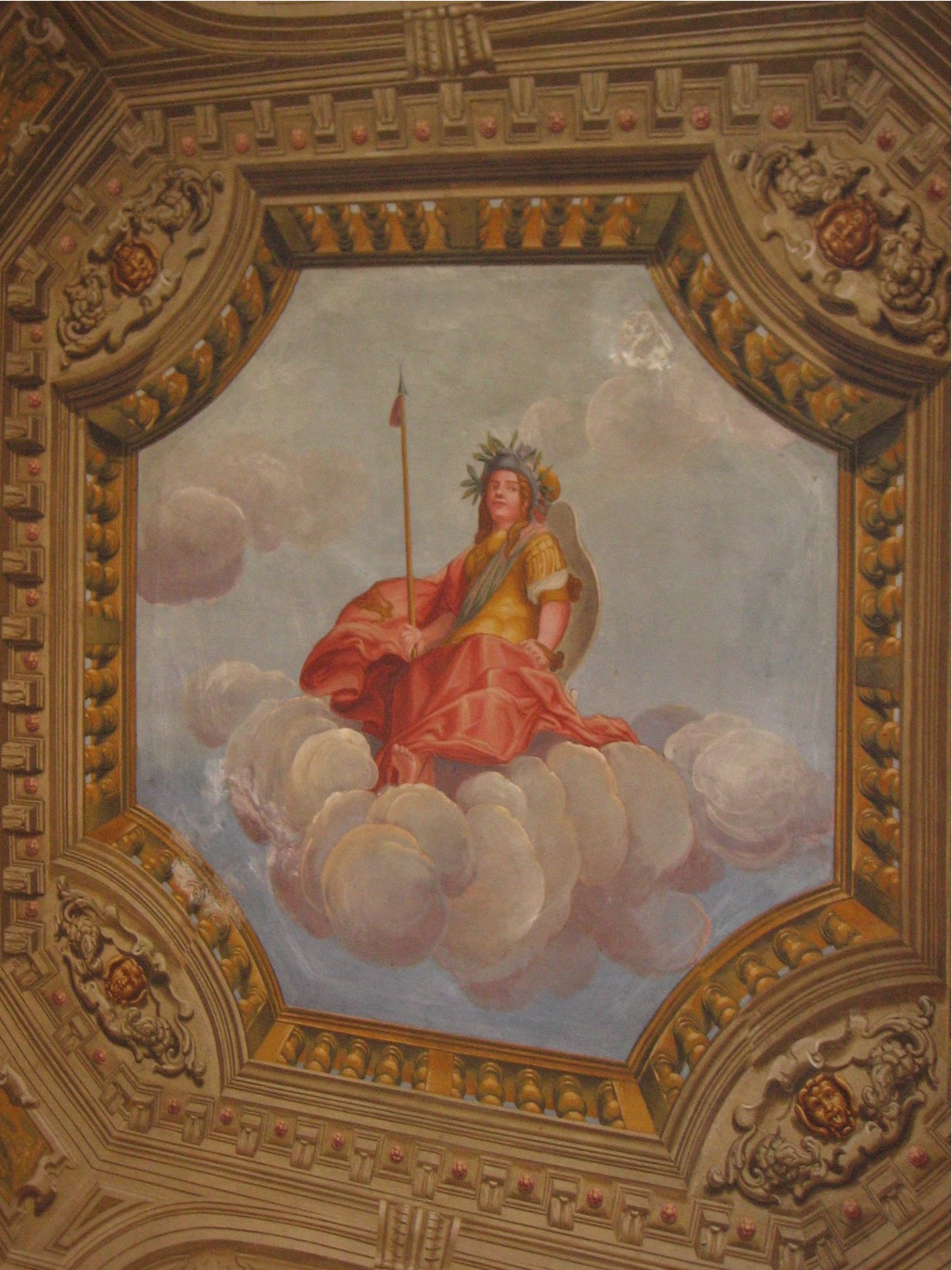
Alzano Palazzo Pellicioli

Domenico Ghislandi (Bergamo, 1620 ca. – Bergamo, ottobre 1717) è stato un pittore italiano, padre di Giuseppe, noto come Fra Galgario.

## Biografia
Nativo di Bergamo, poco si conosce della sua vita privata, se non quello che è documentato nei registri della chiesa di Sant'Alessandro in Colonna, sposò Flaminia Mansueti, dalla quale ebbe nel 1639 la primogenita Ursula, che morì l'anno successivo, poi altri tre figli Giovanni Battista, Ursula e Romana, e i gemelli Giuseppe (Fra Galgario) e Beatrice. Durante i suoi tanti anni di lavoro artistico gli viene riconosciuta la capacità di evolvere verso l'autonomia dell'architettura dipinta, e il suo senso panico paesaggista, diventando tra gli innovatori del genere nel XVII secolo
Visse i suoi ultimi anni in povertà, in un ricovero per anziani e malati di mente. Il figlio in due ritratti ci ha lasciato le sue fattezze, ritratti ora conservati in collezioni private, in uno di questi è raffigurato con compasso e foglio in mano, forse i suoi migliori attrezzi per la creazione di spazi virtuali.

## Opere
Nulla o poco si conosce della sua formazione, ma appena ventenne risulta tra gli artisti che affrescavano Palazzo Terzi a fianco di Gian Cristoforo Storer, si ritiene che avesse una buona formazione artistica, forse alunno di Gian Giacomo Barbelli, sembra infatti che si spostasse nel territorio cremasco proprio per incontrare l'artista. Nella sala da pranzo e del salone d'onore di Palazzo Terzi, è ben visibile la collaborazione tra i due artisti, nella sala rossa vi è l'opera di quadraturismo di maggior effetto del Ghislandi.

Venne chiamato come collaboratore nel lavoro di affrescatura di Palazzo Moroni, anche se molto difficile identificarne le parti realizzate dall'artista.

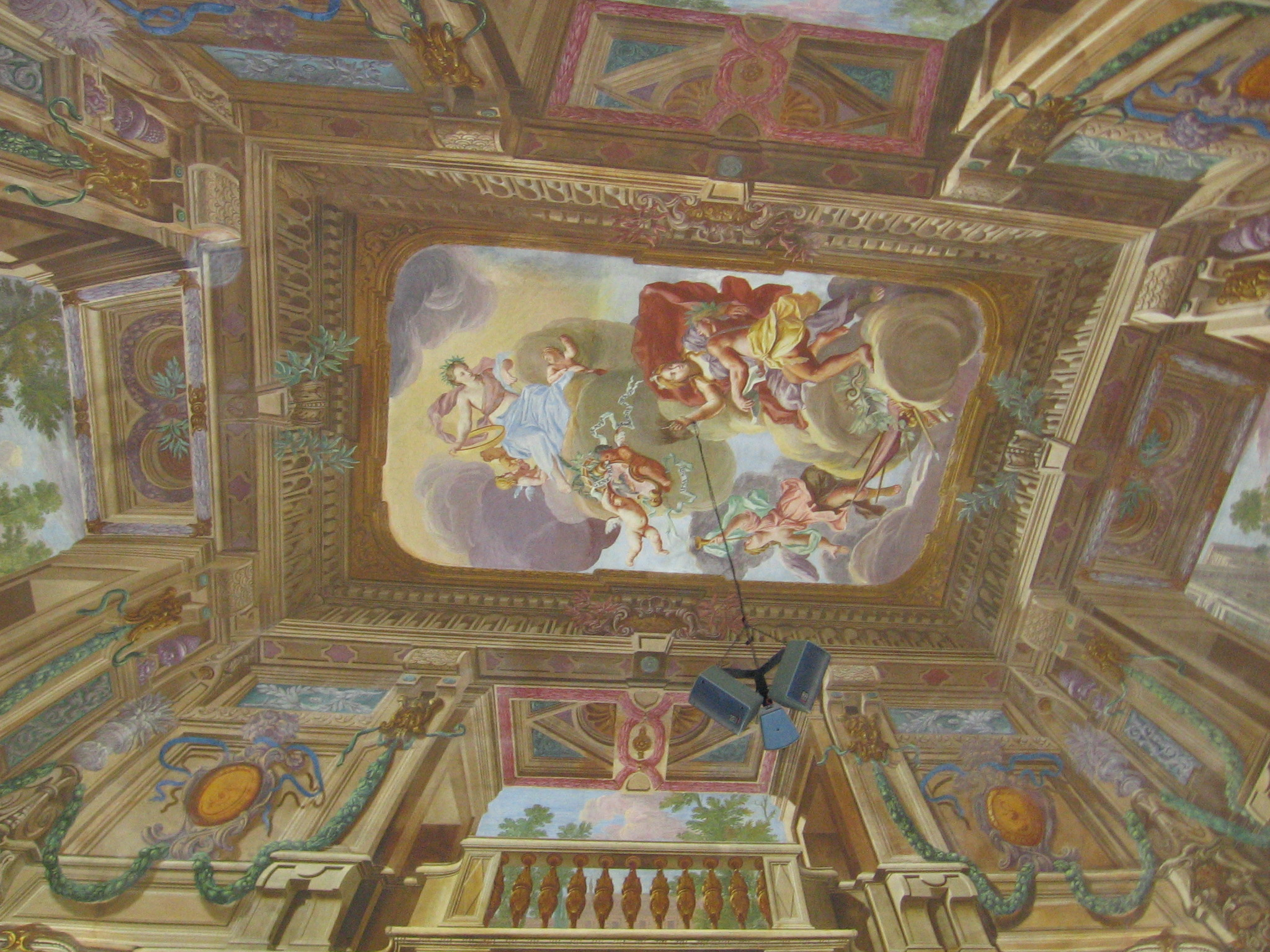
Alzano Palazzo Pelliccioli

La fondazione MIA, gli commissionò la realizzazione dei 19 cammei per gli stucchi di Santa Maria Maggiore, e del dormitorio della Domus Magna in Via Arena della medesima Misericordia Maggiore, affreschi ora non più esistenti. 

Tornò a lavorare per il Palazzo Terzi nel biennio 1662-1664 in collaborazione con Carpoforo Tencalla, pitturando le quadrature della sala dell'Aurora, in parte anche queste perse, come sono andati persi gli affreschi eseguiti in Clusone nel Palazzo Fogaccia di cui rimane il carteggio tra artista e il conte Vittorio Maria Fogaccia committente. 

Rimangono invece,  gli affreschi, che ben rappresentano la sua maturità artistica, di Palazzo Pellicioli del Portone, ora palazzo Comunale, nel salone d'onore e nella sala di Minerva di Alzano Lombardo.
L'ultima sua opera documentata è quella che doveva essere la stanza della regina Cristina di Svezia, il soffitto in Palazzo Tasso ora palazzo Lanfranchi. 

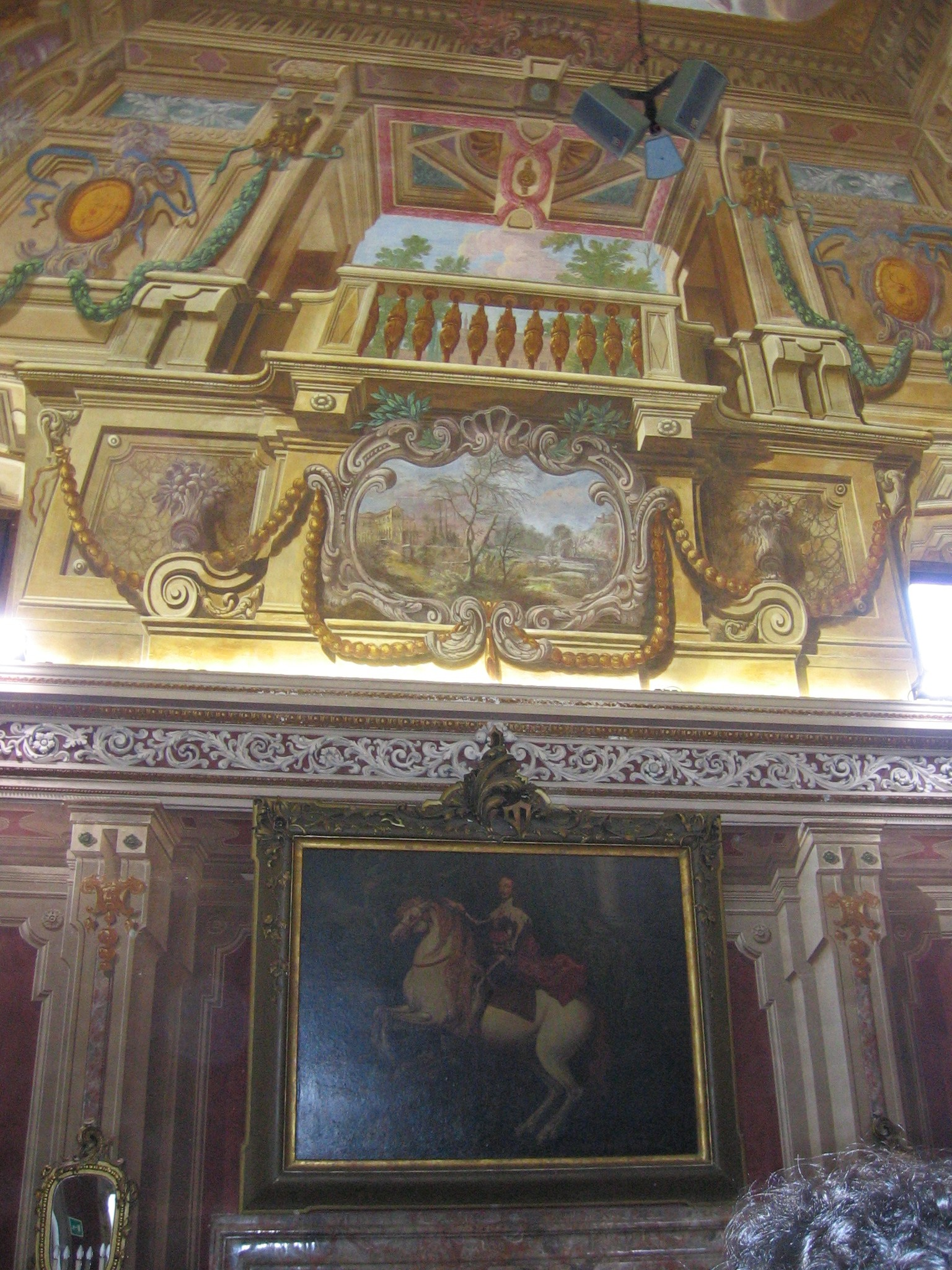
Alzano Palazzo Pelliccioli

Fra le sue opere perdute risultano una Madonna col Bambino e santi  per casa Asperti di Seriate e gli affreschi con Storie di an Francesco di Paola presso il chiostro del Galgario, commissione forse avuta dal figlio frate presso il monastero.
L'artista ha decorato gli affreschi della sala detta «Olimpo» di Villa La Gargana.